# Vratič
Vratič je priimek več znanih Slovencev:
- Miloš Vratič (*1948), telovadec